# Posthumain littéraire
 (janvier 2024).
La mise en forme du texte ne suit pas les recommandations de Wikipédia : il faut le « wikifier ».
Les points d'amélioration suivants sont les cas les plus fréquents :
- Les titres sont pré-formatés par le logiciel. Ils ne sont ni en capitales, ni en gras.
- Le texte ne doit pas être écrit en capitales (les noms de famille non plus), ni en gras, ni en italique, ni en « petit »…
- Le gras n'est utilisé que pour surligner le titre de l'article dans l'introduction, une seule fois.
- L'italique est rarement utilisé : mots en langue étrangère, titres d'œuvres, noms de bateaux, etc.
- Les citations ne sont pas en italique mais en corps de texte normal. Elles sont entourées par des guillemets français : « et ».
- Les listes à puces sont à éviter, des paragraphes rédigés étant largement préférés. Les tableaux sont à réserver à la présentation de données structurées (résultats, etc.).
- Les appels de note de bas de page (petits chiffres en exposant, introduits par l'outil «  Source ») sont à placer entre la fin de phrase et le point final[comme ça].
- Les liens internes (vers d'autres articles de Wikipédia) sont à choisir avec parcimonie. Créez des liens vers des articles approfondissant le sujet. Les termes génériques sans rapport avec le sujet sont à éviter, ainsi que les répétitions de liens vers un même terme.
- Les liens externes sont à placer uniquement dans une section « Liens externes », à la fin de l'article. Ces liens sont à choisir avec parcimonie suivant les règles définies. Si un lien sert de source à l'article, son insertion dans le texte est à faire par les notes de bas de page.
- La présentation des références doit suivre les conventions bibliographiques. Il est recommandé d'utiliser les modèles {{Ouvrage}}, {{Chapitre}}, {{Article}}, {{Lien web}} et/ou {{Bibliographie}}. Le mode d'édition visuel peut mettre en forme automatiquement les références.
- Insérer une infobox (cadre d'informations à droite) n'est pas obligatoire pour parachever la mise en page.

Pour une aide détaillée, merci de consulter Aide:Wikification.
Si vous pensez que ces points ont été résolus, vous pouvez retirer ce bandeau et améliorer la mise en forme d'un autre article.
Le posthumain littéraire désigne les figures données aux posthumains dans la littérature. En littérature, le posthumain renvoie ainsi à « toute espèce issue ou ayant un lien de proximité avec l’humain, qui transcende ce dernier par son potentiel d’action et son degré de liberté ».
D'après Amaury Dehoux, le posthumain peut renvoyer à trois catégories différentes : le posthumain issu d’une opération de modelage ; le cyborg, homme-machine ; et l’intelligence artificielle. Amaury Dehoux développe une théorie littéraire du posthumain en proposant l'idée de « roman du posthumain ». Le concept catégoriel de « Littérature du posthumain » semble également s'imposer pour désigner un nouveau genre littéraire qui émerge corollairement à l'intérêt grandissant pour le posthumain et les transhumanismes à l'époque contemporaine.
Dans le cadre des mouvements transhumanistes, le posthumain représente le résultat possible de l'évolution de l'espèce humaine grâce aux nouvelles technologies (NBIC). Il peut également désigner l'émergence d'une intelligence artificielle supérieure qui submergerait, dans une certaine mesure, l'humain. « Si l’on admet l’hypothèse du posthumain, cela signifie sans doute aussi qu’il faut définir les limites de l’humain dans le temps et dans l’espace »
Une autre signification du terme peut se retrouver dans les discours du posthumanisme critique, issu du postmodernisme.
Le posthumain est un concept littéraire et philosophique polysémique.